# Mariànovka (Primórie)
|  | Per a altres significats, vegeu «Mariànovka». |

Mariànovka (en rus: Марьяновка) és un poble del krai de Primórie, a l'Extrem Orient de Rússia, que en el cens del 2010 tenia 317 habitants.